# Philomeces
Philomeces is een kevergeslacht uit de familie van de boktorren (Cerambycidae). De wetenschappelijke naam van het geslacht werd voor het eerst geldig gepubliceerd in 1893 door Kolbe.

## Soorten
Philomeces omvat de volgende soorten:
- Philomeces agouensis Adlbauer, 1995
- Philomeces albicrus (Aurivillius, 1907)
- Philomeces gracilipes (Dalman, 1817)
- Philomeces integricollis Kolbe, 1893
- Philomeces melasomus (Thomson, 1858)
- Philomeces phrosynoides Lepesme, 1952
- Philomeces primoti Lepesme, 1952
- Philomeces rusoscapodus Schmidt, 1922
- Philomeces thomensis (Aurivillius, 1910)